# Kris Coene
Kris Coene (29 september 1983) is een Belgische voormalige atleet, die gespecialiseerd was in het discuswerpen. Hij werd tweemaal Belgisch kampioen.

## Biografie
Coene behaalde tussen 1998 en 2002 vijf opeenvolgende jeugdtitels in het discuswerpen. Hij nam in 1999 ook deel aan de wereldkampioenschappen voor scholieren (U18), in 2001 aan het Europees kampioenschap voor junioren (U20) en in 2002 aan de wereldkampioenschap voor junioren, waar hij telkens de finale haalde.
In 2001 werd Coene als junior voor het eerst Belgisch kampioen alle categorieën. In 2003 nam hij deel aan het Europees kampioenschap voor beloften (U23), waar hij in de kwalificaties met een persoonlijk record van 58,17 m tweede werd. In de finale werd hij uiteindelijk zevende. In 2008 behaalde hij een tweede Belgische titel.
Coene was aangesloten bij Atletiekvereniging Lokeren.

## Belgische kampioenschappen
| Onderdeel    | Jaar       |
| ------------ | ---------- |
| discuswerpen | 2001, 2008 |

## Persoonlijk record
| Onderdeel    | Prestatie | Datum        | Plaats    |
| ------------ | --------- | ------------ | --------- |
| discuswerpen | 58,17 m   | 17 juli 2003 | Bydgoszcz |

## Palmares
discuswerpen
- 1999: 7e WK U18 te Bydgoszcz - 54,89 m
- 2000:  BK AC - 47,01 m
- 2001: 12e EK junioren (U20) te Grosseto - 48,56 m
- 2001:  BK AC - 54,77 m
- 2002:  BK AC - 51,15 m
- 2002: 9e WK U20 te Kingston - 59,18 m
- 2003:  BK AC - 51,20 m
- 2003: 7e EK U23 te Bydgoszcz - 55,61 m (58,17 m in kwalificaties)
- 2004:  BK AC - 52,34 m
- 2005:  BK AC - 51,50 m
- 2007:  BK AC - 50,19 m
- 2008:  BK AC - 55,23 m